# Astra (tram)

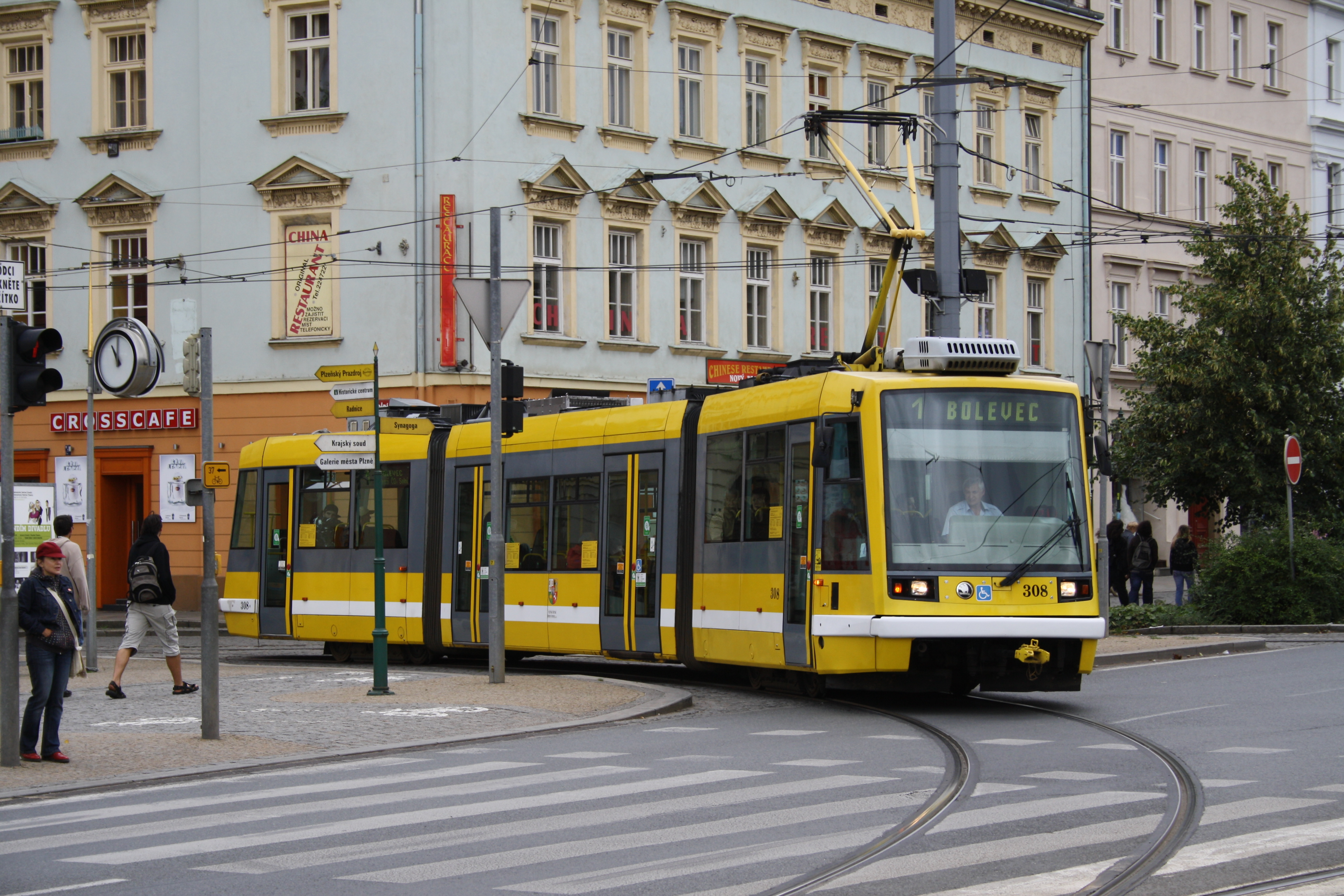
Škoda Astra (03 T) in Pilsen

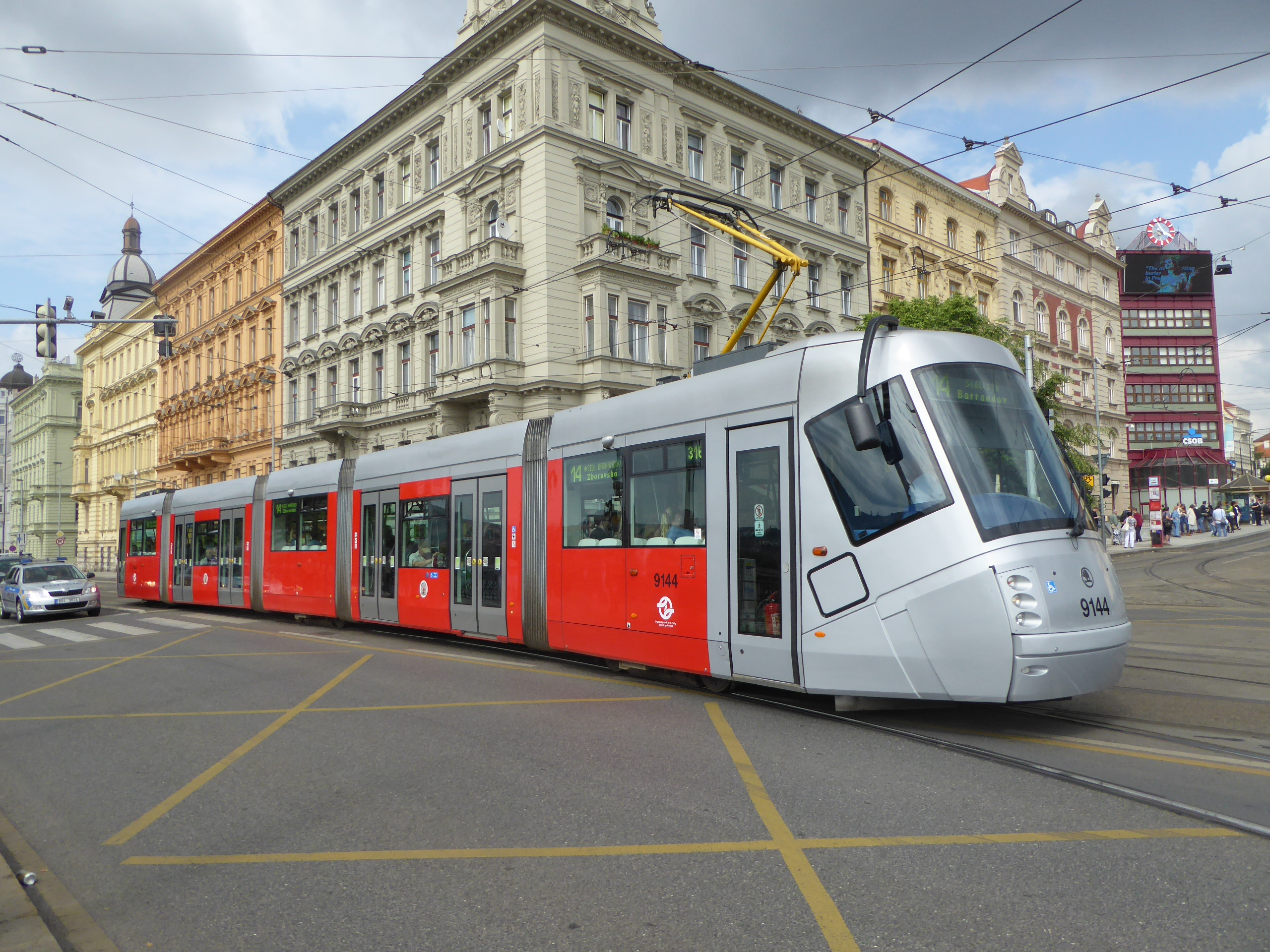
Een Škoda 14 T in Praag

Astra is een driedelige lagevloertram die ontwikkeld is door Škoda en Inekon. De Astra heeft een lage vloer over 50% van de lengte. Het voorste en achterste deel, waar de wielen onder zitten, heeft een hoge vloer. Het middelste deel, dat daartussen is opgehangen, heeft een lage vloer. De Astra is geleverd aan de Tsjechische steden Most, Olomouc, Ostrava en Pilsen. Ook de Amerikaanse steden Portland en Tacoma bezitten Astra-trams (Škoda 10 T).
In 2003 kregen Škoda en Inekon onenigheid en gingen de bedrijven ieder hun eigen weg. Inekon bouwt nu samen met DPO (Dopravni podnik Ostrava), het stadsvervoerbedrijf van Ostrava, de Astra onder de naam Trio. De Trio rijdt rond in Ostrava, en de Amerikaanse steden Portland en Tacoma hebben Trio's besteld. Škoda bouwt de Astra nu onder de naam Anitra (Asynchronni nizkopodlazni tramvaj). De Tsjechische stad Brno bezat in 2006 15 Anitra's.

## Vektra
Škoda heeft ook een vijfdelige versie ontwikkeld die de naam Vektra (Velkokapacitni tramvaj) draagt. Het prototype (Škoda 05 T) is gebouwd in 2003 en doet dienst op het tramnet van Plzen. De Italiaanse stad Cagliari heeft er zes besteld (Škoda 06 T). De uitvoering die is/wordt geleverd aan de stadsvervoerbedrijven van Praag (Škoda 14 T) en Wrocław (Škoda 16 T), heeft een design van Porsche.